# Barbara McClintock
Barbara McClintock (n. 16 iunie 1902, Hartford, Connecticut, SUA – d. 2 septembrie 1992, Huntington⁠(d), New York, SUA) a fost un om de știință american, specialistă în citogenetică și care, în 1983, a obținut Premiul Nobel pentru Medicină, pentru descoperirea unor factori genetici numiți transpozoni, purtători ai caracterului mobil al genomilor.
Este, până acum, singura femeie care a obținut individual prestigiosul premiu în această categorie, iar după Marie Curie și Irène Joliot-Curie, este a treia femeie laureată a Premiului Nobel.
Cercetările sale au fost inițial întâmpinate cu scepticism, considerându-se că nu au nicio aplicație practică.
Ulterior, și-au găsit aplicație la speciile de porumb din America de Sud, în cadrul mecanismelor de reglare genetică.
Descoperirile sale au contribuit la înțelegerea mecanismelor geneticii și au explicat (printre altele) cum bacteria poate dezvolta rezistență la antibiotice și cum speciile fac salturi evolutive și nu pași.
În 1971 i s-a decernat National Medal of Science, de către președintele american Richard Nixon.